# Yuichi Tsuchihashi
Yuichi Tsuchihashi (土橋勇逸, Tsuchihashi Yuichi) (1er janvier 1891 - 31 mai 1972), est un général de l'armée impériale japonaise durant la Seconde Guerre mondiale.

## Biographie
Né dans la préfecture de Saga, Tsuchihashi est scolarisé à l'école militaire de Kumamoto en mai 1912. Il sort diplômé de l'académie de l'armée impériale japonaise en décembre 1912 puis est affecté dans le 37e Régiment d'infanterie comme lieutenant. En novembre 1920, il sort diplômé de l'école militaire impériale du Japon.
En avril 1921, il est nommé à l'État-major de l'armée impériale japonaise. Il apprend le français en un an à l'école de langues étrangères de Tokyo et est ainsi stationné en France de 1924 à 1927. En août 1930, il est affecté au 1er régiment d'infanterie. En 1935, il est promu au grade de colonel d'infanterie. En août 1937, il est attaché à l'ambassade française. En juillet 1938, il est promu général de brigade.
En mai 1939, il est nommé commandant de la 21e armée et est attaché militaire à l'ambassade de Chine. En août 1941, il est promu général de division. En septembre 1941, il est posté à Taïwan où il commande la 48e division. Durant la guerre du Pacifique, il est envoyé aux Philippines puis est nommé commandant de l'île de Timor.
En novembre 1944, il est envoyé en Indochine française pour commander la garnison et réorganiser la 38e armée. En mars 1945, il devient gouverneur provisoire de Hanoï, après le coup de force japonais contre les Français. Au moment de la reddition du Japon le 15 août 1945, il est emprisonné par les Chinois dans la province du Guangdong. En juillet 1949, il est démobilisé.